# Guerra di successione polacca (1587-1588)
La guerra di successione polacca, nota anche come prima guerra di successione polacca (per distinguerla dal più noto conflitto omonimo del XVIII secolo) o come guerra asburgico-polacca, è stata un conflitto svoltosi tra il 1587 e il 1588 per determinare il successore di Stefano I Báthory sul trono della Confederazione polacco-lituana. La guerra vide affrontarsi le fazioni di Sigismondo III Vasa e di Massimiliano III d'Austria e si concluse con la vittoria del primo e il suo riconoscimento come nuovo sovrano. Fra le maggiori battaglie del conflitto si annoverano l'assedio di Cracovia e la battaglia di Byczyna. La vittoria di Sigismondo fu dovuta in gran parte all'operato del Grande atamano Jan Zamoyski, che fu l'artefice sia delle manovre politiche che delle vittorie militari durante il conflitto.

## Contesto storico e cause
Nel 1586, a seguito della morte del precedente re di Polonia, Stefano I Báthory, sia il principe della corona di Svezia Sigismondo Vasa che l'arciduca d'Austria Massimilano III d'Asburgo si proposero per l'elezione al trono polacco-lituano. Entrambi i candidati avevano il supporto di una parte dei notabili della Confederazione: il partito pro-Sigismondo era guidato dal Cancelliere e Grande atamano Jan Zamoyski e dal primate di Polonia Stanisław Karnkowski, mentre il partito pro-Massimiliano era guidato dalla famiglia Zborowski e dal vescovo di Kiev Jakub Woroniecki. Zamoyski e gli Zborowski avevano già avuto diversi attriti negli anni precedenti e l'atmosfera durante l'elezione fu estremamente tesa.
Sigismondo, godendo anche del supporto della vedova del defunto sovrano, Anna Jagellona, fu eletto re della Confederazione polacco-lituana il 19 agosto 1587 e riconosciuto come legittimo dall'interrex di Polonia, il primate Karnkowski. L'elezione fu tuttavia contestata dai sostenitori dell'altro candidato, i quali non accettarono il risultato dell'elezione e proclamarono Massimiliano come re legittimo tre giorni più tardi, il 22 agosto. Gli Zborowski si appellarono al rokosz (il legittimo diritto alla ribellione) e in breve l'elezione si tramutò in una rissa, che si concluse con diversi morti e decine di feriti. In tale situazione, sia per Zamoyski che per gli Zborowski arrendersi o perdere non erano più opzioni accettabili, poiché entrambi sapevano che gli sconfitti avrebbero inevitabilmente pagato un prezzo molto alto, che poteva andare dalla confisca di terre e proprietà, con conseguente predita di prestigio, alla condanna a morte per alto tradimento.
Nessuno dei due candidati si trovava in quei giorni nei territori della Confederazione, ma appena ricevuta la notizia della propria elezione, sia Sigismondo che Massimiliano si affrettarono a raggiungere la Polonia. Il primo ad arrivare fu Sigismondo, che sbarcò a Danzica il 28 settembre e, dopo un paio di settimane, partì verso Cracovia, dove arrivò il 9 dicembre per essere incoronato il 27 dello stesso mese.
Massimiliano, consapevole della minore forza delle proprie rivendicazioni, cercò di risolvere la disputa in proprio favore portando con sé un contingente armato in Polonia, dando così inizio alla guerra di successione polacca.

## Guerra

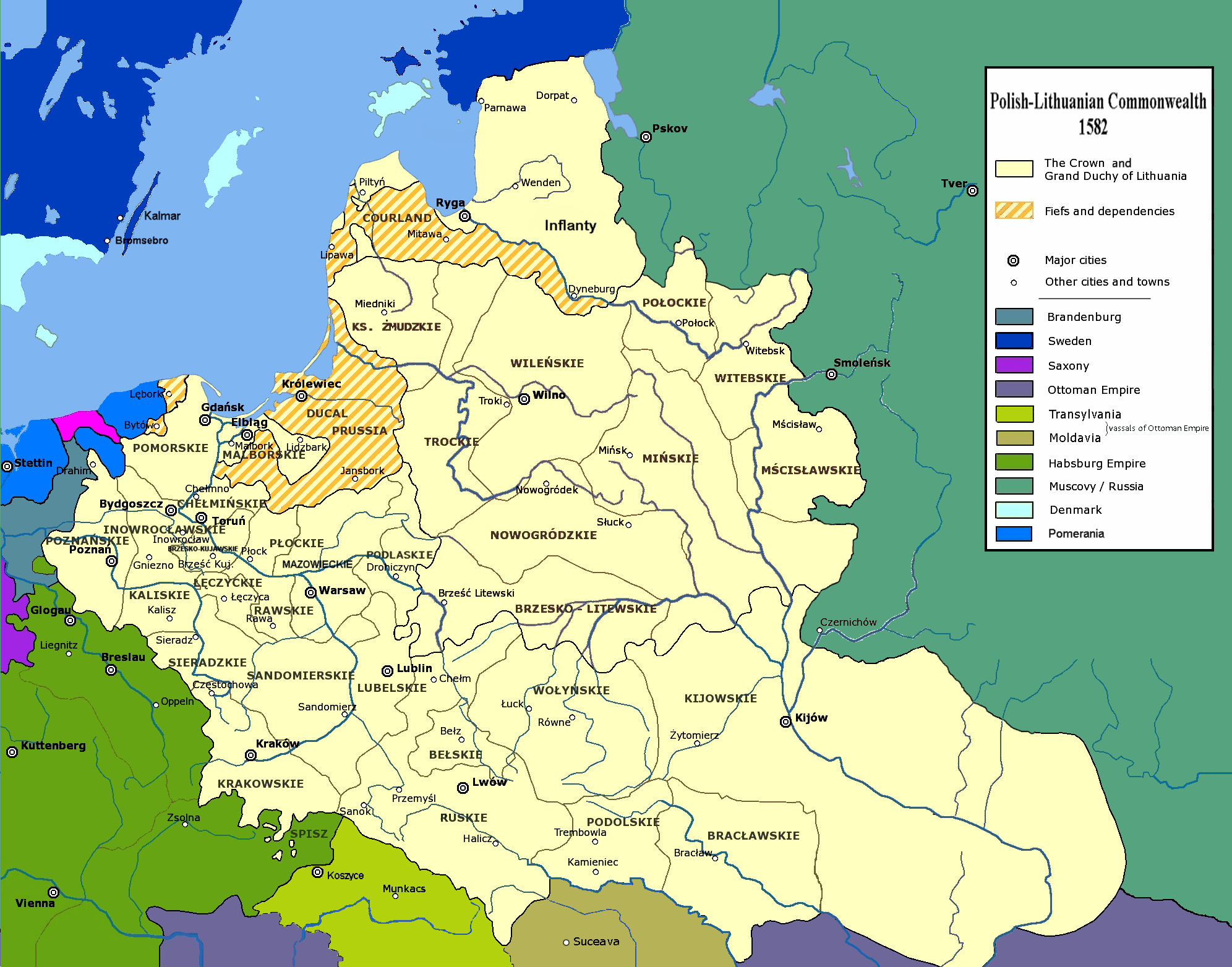
La Confederazione polacco-lituana al momento del conflitto

Massimiliano entrò nel territorio polacco da sud nell'ottobre 1587 e, dopo aver conquistato senza difficoltà il castello di Lubowla, marciò verso Cracovia (capitale della Confederazione) per porre rapidamente fine al conflitto. Zamoyski riuscì, tuttavia, a difendere con successo la città e a costringere le forze asburgiche ad abbandonare l'assedio. Massimiliano, ora inseguito dalle forze fedeli a Sigismondo, ripiegò verso la Slesia (allora parte dei domini degli Asburgo) con l'obiettivo di raccogliere altre truppe per tentare nuovamente l'assalto alla capitale, ma fu raggiunto nel gennaio 1588 da Zamoyski e dal suo esercito nei pressi della città di Byczyna, dove fu nuovamente sconfitto e costretto ad arrendersi, venendo fatto prigioniero. Questa battaglia segnò la fine del conflitto e la definitiva vittoria di Sigismondo.

## Conseguenze
Dopo l'intervento del legato pontificio Ippolito Aldobrandini, Massimiliano fu rilasciato, ma solo dopo aver passato tredici mesi come "ospite" di Zamoyski. Nel trattato di Bytom e Będzin (siglato il 9 marzo 1589) l'arciduca rinunciò formalmente alla corona polacca e suo fratello, l'imperatore Rodolfo II, si impegnò a non stringere alleanze in funzione anti-polacca con Moscovia e Svezia. La città di Lubowla, catturata da Massimiliano durante il conflitto, fu restituita alla Polonia.
Una volta rientrato a Vienna, però, Massimiliano ritrattò la propria rinuncia, proclamandosi nuovamente come legittimo sovrano. Questa rivendicazione non ebbe tuttavia grande seguito e non ci furono altre significative tensioni tra la Confederazione e gli Asburgo. L'arciduca rinunciò definitivamente alle proprie pretese solo nel 1598.